# 吉娜·羅蘭茲
維吉妮亞·凯瑟琳·“吉娜”·羅蘭茲（英語：Virginia Cathryn "Gena" Rowlands，1930年6月19日—2024年8月14日），美國電影、舞台劇及電視劇女演員，3次獲得艾美獎、2次金球獎，最出名的演出是她與導演丈夫約翰·卡薩維茲在10部電影中的合作，包含《女煞葛洛莉》和《權勢下的女人》，她的表演獲得奧斯卡獎提名。2015年被奥斯卡组委会授予荣誉奖即奥斯卡终身成就奖。